# Godardia ansellica
Godardia ansellica är en fjärilsart som beskrevs av Butler 1870. Godardia ansellica ingår i släktet Godardia och familjen praktfjärilar. Inga underarter finns listade i Catalogue of Life.